# Камбасерес, Эухенио
Эухенио Модесто де лас Мерседес Камбасерес (исп. Eugenio Modesto de las Mercedes Cambaceres; 8 августа 1843, Буэнос-Айрес — 14 июня 1889, Буэнос-Айрес) — аргентинский юрист, политик и писатель французского происхождения.

## Биография и творчество
Эухенио Камбасерес родился 24 февраля 1843 года в семье французского химика-эмигранта.
Учился в Национальной школе Буэнос-Айреса, после получил юридическое образование в Университете Буэнос-Айреса.
Эухенио решил посвятить свою жизнь политике. В 1870 году он был избран в Палату депутатов Аргентины и вступил в арестократический Club del Progreso. Несмотря на переизбрание в 1876 году, Камбасерес принял решение покинуть политику и посвятить себя литературе.
В своем творчестве Камбасерес сочетал натурализм Эмиля Золя, реализм Братьев Гонкур и элементы модерна.
Первыми произведениями Камбасереса стали «Pot-pourri» (1882) и «Música sentimental» (1885). В обоих нет единой сюжетной линии, вместо этого романы состоят из множества связанных между собой историй о супружеской неверности. Грубость языка и пессимистичность данных романов вызвали шквал критики в адрес Камбасереса, что впоследствии заставило его изменить свой стиль.
В 1885 году Камбасерес опубликовал свое важнейшее произведение — роман «Sin Rumbo» (рус. Без пути). 
За год до смерти был опубликован последний роман Камбасереса В крови, в котором описывается история сына итальянских иммигрантов, который ради повышения своего социального статуса женился на дочери богатых землевладельцев, но вскоре растратил все свои богатства и покончил жизнь самоубийством.
В октябре 1887 Камбасерес по заданию комиссии под председательством его брата Антонио курировал строительство аргентинского павильона для Всемирной выставки в Париже 1889 года.
В связи с обострившимся из-за сырого парижского климата туберкулёза Камбасерес в начале 1889 года был вынужден вернуться в Буэнос-Айрес до официального открытия выставки. Он скончался 14 июня 1889 года.

## Личная жизнь
Эухенио Камбасерес был женат на танцовщице Луизе Бачичи, родившиеся в Триесте. В 1883 году у пары родилась дочь Руфина. Согласно городской легенде в день 19-летия у Руфины случился приступ каталепсии, из-за чего ее признали умершей и похоронили заживо. Ныне могила Руфины Камбасерес на Кладбище Реколета является одной из главных достопримечательностей Буэнос-Айреса.